# شرم نیابتی
شرم نیابتی (یا شرم دست‌دوم، شرم شخص ثالث یا شرم همدلانه) به‌معنای احساس شرمساری از مشاهدهٔ اعمالِ خجالت‌آورِ شخصِ دیگر است. این شرم ناشی از ارتکابِ عملِ شرم‌آور نیست بلکه با دیدن یا شنیدنِ موقعیتی خجالت‌آور پدید می‌آید.
شرم نیابتی (به آلمانی: Fremdscham) اغلب در تقابل با شادی رذیلانه قرار می‌گیرد یعنی احساس لذت یا رضایت از تحقیر و شرمندگیِ شخص دیگر.